# Museu Nacional de Arte Antiga

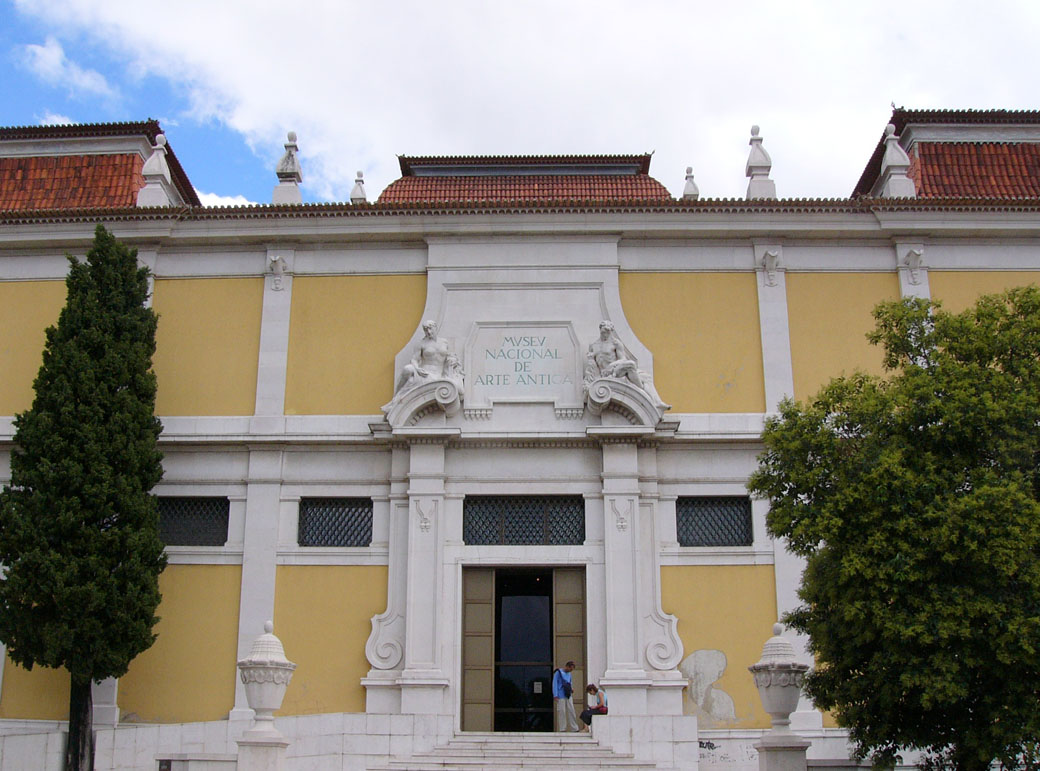
Haupteingang des Museums

Das Museu Nacional de Arte Antiga (MNAA; deutsch: Nationalmuseum für alte Kunst) ist ein Kunstmuseum in Lissabon. Es gilt als eines der bedeutendsten Museen Portugals.

## Geschichte

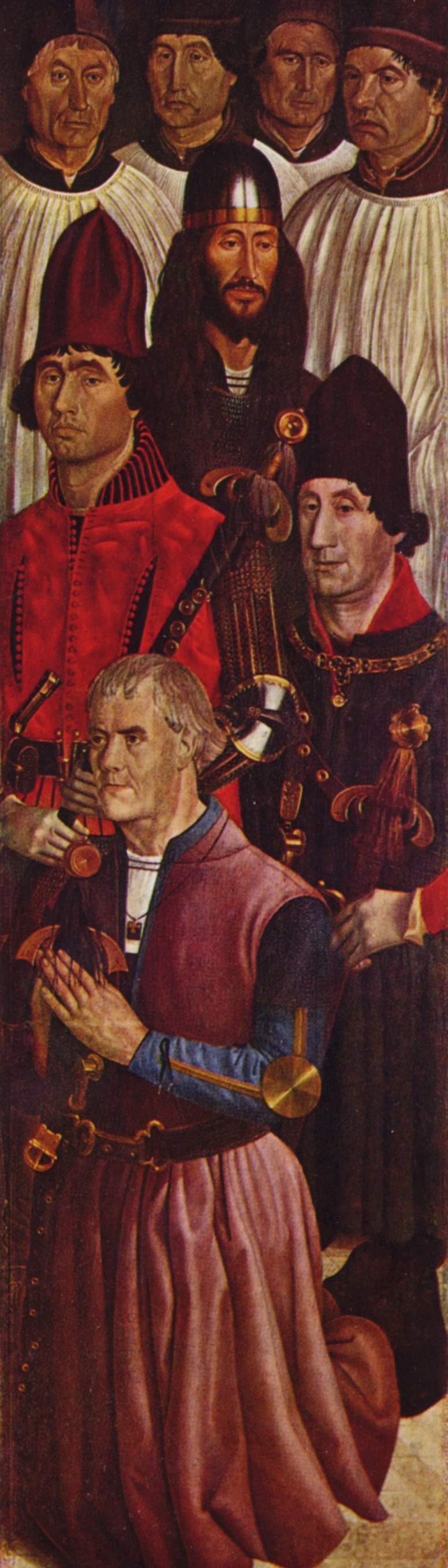
Ausschnitt aus dem Vinzenz-Altar von Nuno Gonçalves

Nachdem seit der Säkularisation im Jahr 1834 die Kunstwerke zahlreicher Kirchen und Klöster weit verstreut und teilweise zerstört worden waren, wurde 1882 eine Retrospektive über Portugiesische und Spanische dekorative Kunst zusammengestellt. Die Ausstellung wurde im Alvor-Palast gezeigt und war ein großer Erfolg. Die portugiesische Regierung beschloss daraufhin, die staatlichen Bestände für eine Dauerausstellung im Alvor-Palast zusammenzuführen. 1884 wurde dann das Museu Nacional de Arte Antiga offiziell eröffnet.
Ausgangspunkt der Sammlung waren die Exponate der Ausstellung von 1882. Nach der Ausrufung der Republik im Jahre 1910 wurde die Sammlung um große Bestände aus dem Eigentum des Königshauses erweitert. Seither wuchs die Sammlung durch Schenkungen und Stiftungen weiter an.
1893 wurden die archäologischen Sammlungen ausgelagert, die heute im Museu Nacional de Arqueologia zu sehen sind. 1911 wurde die zeitgenössische Kunst an das neu gegründete Museu do Chiado übergeben.

## Sammlung
Ein bedeutender Schwerpunkt der ständigen Ausstellung sind Werke portugiesischer Künstler. Ein Meisterwerk ist der vermutlich zwischen 1450 und 1460 entstandene Vinzenz-Altar von Nuno Gonçalves, der aus sechs Tafeln mit insgesamt 60 Porträts besteht. Weitere bedeutende Portugiesen wie Jorge Afonso und Vasco Fernandes sind ebenfalls in der Sammlung vertreten.
Neben den portugiesischen Künstlern begründen auch zahlreiche Werke anderer Künstler den Ruf des Museums. Von Hieronymus Bosch ist die Versuchung des heiligen Antonius zu sehen, von Albrecht Dürer Der heilige Hieronymus. Ebenfalls vertreten sind beispielsweise Pieter Brueghel der Jüngere, Piero della Francesca, Jan Gossaert, Hans Holbein der Ältere, Pieter de Hooch, Quentin Matsys, Hans Memling, Raffael, Diego Velázquez und Francisco de Zurbarán.
Neben der Gemäldesammlung enthält das Museum Skulpturen aus sieben Jahrhunderten. Daneben werden Meisterwerke der Gold- und Silberschmiedekunst gezeigt. Eine dem Dichter Gil Vicente zugeschriebene Goldmonstranz mit Emaileinlagen soll aus dem ersten Gold gefertigt worden sein, das Vasco da Gama aus Indien nach Portugal brachte. Zu den Glas- und Keramikbeständen gehören Erststücke von Vista-Alegre-Porzellan.

## Gebäude
Das Museum befindet sich oberhalb der Tejo-Uferstraße von der Innenstadt Lissabons nach Belém. Das Gebäude wurde im 17. Jahrhundert errichtet und diente dem Grafen Alvor als Sitz. Später gehörte das Gebäude dem Bruder des Marquês de Pombal. 1918 wurden die Ruinen des angrenzenden Sankt-Albert-Klosters abgerissen und dort ein Anbau an den Alvor-Palast errichtet, der zusammen mit der erhalten gebliebenen Barockkapelle heute ebenfalls vom Museum genutzt wird. Der heutige Haupteingang befindet sich in diesem Neubau auf dem Klostergelände. Nur dieser Neubau hat zwei Obergeschosse, in denen Teile der Dauerausstellung zu sehen sind. Unter dem alten Alvor-Palast befindet sich ein Untergeschoss, in dem sich das Museumsrestaurant, ein Vortragssaal und Räume für temporäre Ausstellungen befinden.